# La Ferrière-Béchet
La Ferrière-Béchet település Franciaországban, Orne megyében. Lakosainak száma 250 fő (2022. január 1.). La Ferrière-Béchet Belfonds, Le Bouillon, Sées, Tanville, L'Orée-d'Écouves és Mortrée községekkel határos.

## Népesség
A település népességének változása:
| Lakosok száma | 228  | 239  | 247  | 242  | 241  | 241  | 242  | 244  | 250  |
|               | 2013 | 2015 | 2016 | 2017 | 2018 | 2019 | 2020 | 2021 | 2022 |